# Глориозов, Евгений Леонидович
Евгений Леонидович Глориозов (род. 6 апреля 1934, Москва) — пятикратный чемпион СССР (1954, 1956, 1958, 1959, 1965) по борьбе самбо. Мастер спорта СССР (1955), заслуженный мастер спорта по самбо. Ученик Евгения Михайловича Чумакова. Окончил Московский государственный университет МГУ (Физический факультет) в 1958 г. Доктор технических наук, профессор. Специалист по интеллектуальным системам проектирования компьютерной техники.

## Биография
Отец Е. Л. Глориозова Леонид Глориозов до революции 1917 г. окончил физико-математический факультет МГУ и занимался наукой (теорией вероятностей и статистикой). Мать Антонина Рудакова до революции училась в Московском Екатерининском институте благородных девиц, владела английским и французским языками, играла на фортепьяно. У Евгения было два старших брата (1919 и 1924 г.р.).
В детстве Евгений был физически очень слабым. В 1941 году отец и оба брата Евгения ушли на фронт. Отец умер в госпитале в 1943 году, мать оказалась в больнице. Семилетний Глориозов остался один в московской квартире, под присмотром соседей, затем в течение двух лет воспитывался в детских домах.
В секцию самбо Евгений пришёл в девятом классе. В течение года Глориозов тренировался и не мог выиграть ни одной схватки. Полтора года потребовалось ему, чтобы получить третий спортивный разряд. Прогресс начался со времени учёбы в МГУ: в 1954 году Евгений Глориозов становится чемпионом СССР по самбо (выступал за общество «Медик»). Росту мастерства способствовали тренировки под руководством Евгения Михайловича Чумакова, собравшего экспериментальную группу спортсменов СКИФ (сокр. от: Спортивный Клуб Института Физкультуры), в которую попал и Глориозов. Уже через несколько лет на 70 учеников Чумакова пришлось около 60 медалей (из них — 36 золотых медалей чемпионата СССР по борьбе самбо).
Осенью 1957 года в Москве состоялись первые международные встречи советских самбистов (из обществ «Динамо» и «Буревестник») с венгерскими дзюдоистами из спортивного общества «Дожа». Тренировки команды «Буревестника» проходили в зале самбо спорткорпуса МЭИ под руководством заслуженного тренера СССР А. А. Харлампиева, которому были поручены формирование и подготовка команды. Предполагалось, что по спортивному принципу в состав команды «Буревестника» будут включены Евгений Глориозов (к тому времени двукратный чемпион СССР в полусреднем весе (до 72 кг) и Илья Ципурский чемпион СССР в среднем весе (до 77 кг). Поскольку в 1957 г. чемпионат СССР по самбо не проводился, Глориозов и Ципурский были действующими чемпионами СССР. Оба они были учениками Е. М. Чумакова.
После окончания заключительной тренировки А. А. Харлампиев объявил состав команды. В весе до 77 кг был назван не Ципурский, а ученик Харлампиева мастер спорта СССР Альфред Каращук, который в то время был уже сильнее Ильи Ципурского.
После объявления состава команды Глориозов поднял руку, встал и заявил: «Я, мастер спорта Глориозов, в знак протеста против неспортивного подхода к формированию команды участвовать в так сформированной команде отказываюсь», после чего и Глориозов был заменён.
В настоящее время в рамках проекта «Подарим детям мир самбо» проводится Спартакиада России по самбо среди воспитанников детских домов и школ-интернатов на призы заслуженного мастера спорта, пятикратного чемпиона СССР Евгения Глориозова. К концу 2013 года проведено девять Спартакиад, в каждой из которых участвовало 300 воспитанников из 50 детских домов России.
Сотрудник Московском институте электроники и математики (МИЭМ), в 1965 г. защитил кандидатскую диссертацию, а в 1980 г. — докторскую.
В 1989 г. перешёл в МГУПИ на кафедру «Физическая культура и спорт», чтобы сосредоточиться на тренерско-педагогической работе. Среди учеников Евгения Глориозова — 16 мастеров спорта по самбо.

## Семья
Жена Евгения Глориозова — физик, занималась теорией полупроводников в Институте редких металлов. Сын — бизнесмен, дочь — топ-менеджер компании информационных технологий.

## Интернет-ресурсы
- Ветераны самбо: Евгений Глориозов[2]
- Результаты чемпионатов СССР и России по самбо[3]